# Kizlar Agha

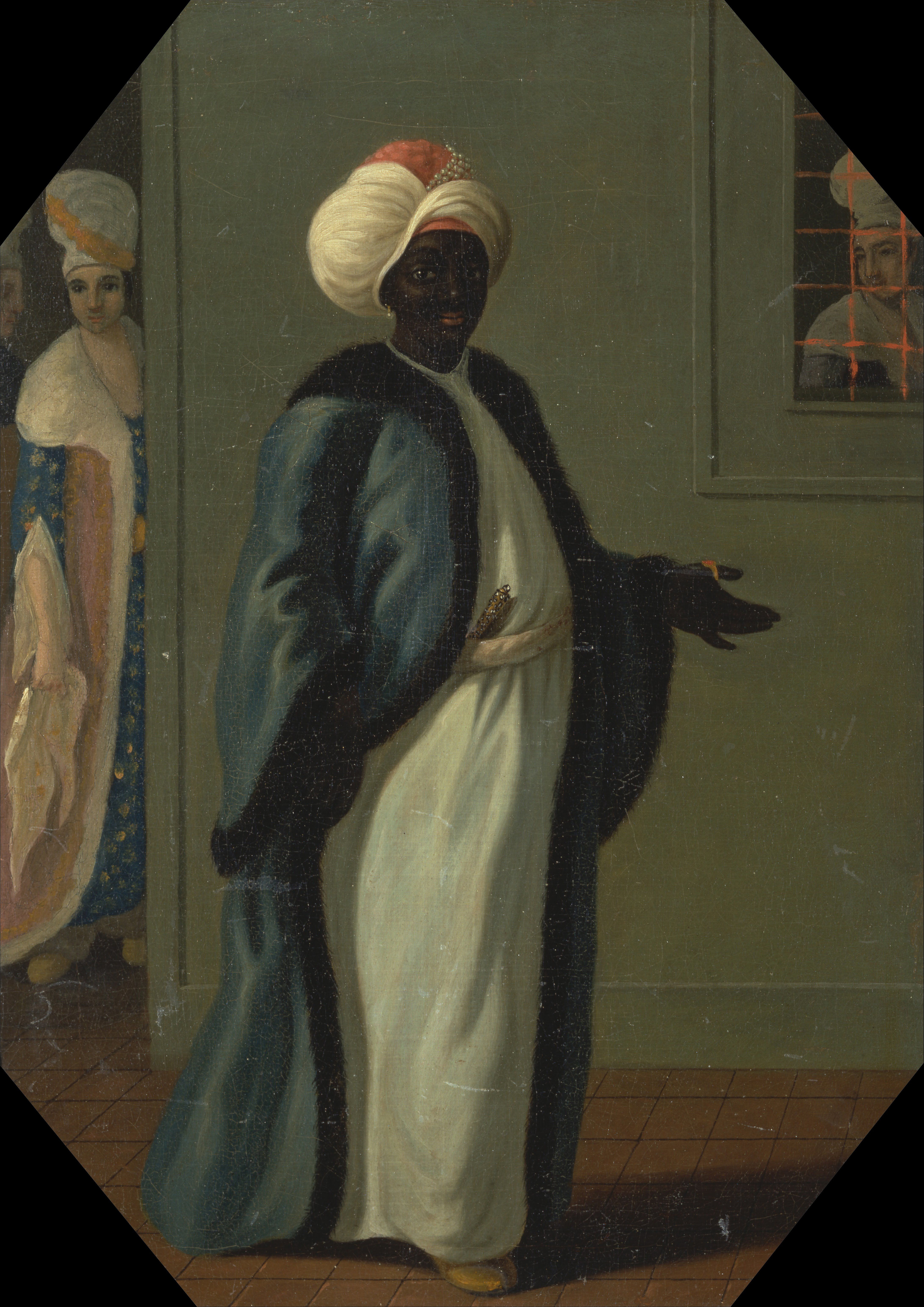
Imagen del de un Kizlar Agha.

El kizlar agha (en turco, literalmente "de las mujeres'), formalmente agha de la Casa de la Felicidad (en turco otomano: قيزلر اغاسی‎: , en turco: kızlar ağası: Unğcuandoı), era el jefe de los eunucos que guardaban el harén imperial de los sultanes otomanos en Constantinopla.
Establecido en 1574, el puesto se clasificó entre los más importantes en el Imperio Otomano hasta principios del siglo XIX, especialmente después de que la administración de las dos ciudades santas de La Meca y Medina y la supervisión de todas las fundaciones benéficas (vakifs) en el Imperio quedaran bajo su competencia. La riqueza así amasada, la proximidad al sultán, y el papel de las mujeres del harén en intrigas cortesanas ("Sultanato de las Mujeres") significó que su ocupante tuviera una influencia política considerable; varios kizlar aghas fueron responsables de la caída de grandes visires y la adhesión de sultanes. Poco después de su creación y hasta su abolición, al final del Imperio Otomano, el puesto fue ocupado por esclavos eunucos africanos negros, de ahí que fuera también referido como el Jefe Eunuco Negro.

## Historia y poderes

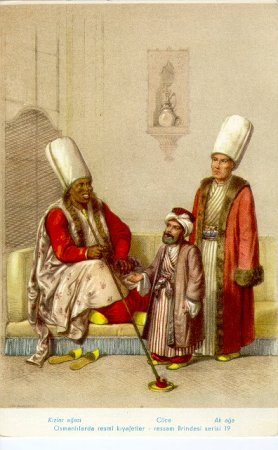
Representación del del Jefe Eunuco Negro (izquierda), un enano de la corte (centro) y el Jefe Eunuco Blanco (derecha).

El puesto de kizlar agha fue creado durante el reinado de Murad III (r. 1574–1595) en 1574, con Habeshi Mehmed Agha como su primer ocupante. Hasta entonces, el palacio otomano había sido dominado por eunucos blancos, principalmente procedentes de las poblaciones cristianas de los Balcanes o el Cáucaso. Sin embargo, en el siglo XVI, se produjo un rápido aumento de la población del Palacio de Topkapı, incluso entre los eunucos, cuyo número aumentó de cuarenta bajo Selim I (r. 1512–1520) a más de mil bajo Murad III. Mientras que los eunucos negros habían servido junto a los eunucos blancos en palacio, por 1592, por razones que no están claras, tanto la separación de funciones así como la preeminencia de los eunucos negros sobre los blancos se había establecido: los eunucos blancos quedaron restringidos a la supervisión de las estancias masculinas (içoğlan), mientras los eunucos negros se hicieron cargo de la supervisión mucho más prestigiosa de los apartamentos privados del sultán y las mujeres de palacio (harén). Consiguientemente, el "jefe de los eunucos negros" pronto eclipsó al "jefe de los eunucos blancos" o kapi agha (kapı unğtanı, "agha de la puerta"), que hasta la fecha había sido el jefe del personal de palacio, y se levantó hasta convertirse, en palabras del orientalista C. E. Bosworth, "en la práctica en el oficial principal del palacio entero". En el apogeo del poder del puesto en los siglos XVII y XVIII, el kizlar agha era un visir de primer rango ("con tres colas de caballo") y quedaba tercero en la jerarquía estatal, tras el primer ministro del Imperio, el gran visir, y la principal autoridad religiosa, el sheikh ul-Islam.
El poder del puesto derivó no solo de su proximidad al sultán, sino también de su asociación con las madres de los soberanos, las poderosas valide sultanas, que a menudo dominaban la política durante el periodo denominado "Sultanato de las Mujeres". El kizlar agha era también el intermediario único de facto entre el mundo cerrado del harén y los ambientes exteriores masculinos del palacio (el selamlik), controlando su aprovisionamiento así como los mensajes que entraban y salían. Además, él era el único individuo autorizado a llevar las comunicaciones del gran visir al sultán y tenía una función reconocida en las ceremonias públicas. Entre sus deberes en palacio estaba también la supervisión de la educación de los príncipes imperiales hasta que entraban en la pubertad, cuando se inscribían en la escuela de palacio.
En la teoría legal otomana, se suponía que el sultán dirigía los asuntos de estado exclusivamente a través del gran visir, pero en realidad este acuerdo se eludía. Como escribe el otomanista Colin Imber, el sultán "tenía un contacto más cercano con los oficiales de las estancias privadas, el agha de la puerta, el agha de las mujeres o con otros cortesanos que con el gran visir, y estos también podían solicitar al sultán por cuenta propia o ajena. Podía, también, estar más inclinado a tomar el consejo de su madre, una concubina o el jefe de los jardineros al timón de la barcaza real que del gran visir". Por ello el poder político del kizlar agha, a pesar de ser ejercido en la sombra, era muy considerable, influyendo en la política imperial y en ocasiones controlaba los nombramientos al gran visirato, o incluso interviniendo en disputas dinásticas y la sucesión al trono. El Kizlar Agha Hacı Mustafa Agha aseguró la sucesión de Mustafá I (r. 1617–1618, 1622–1623) en el trono en 1617, y respaldó los intentos de Osman (r. 1618–1622) de reforma militar; mientras en 1651 el Kizlar Agha Uzun Süleyman Agha asesinó a la poderosa valide sultan Kösem en nombre de su rival y nuera, Turhan.
La participación a menudo perniciosa de los principales jefes de eunucos negros en la política condujo a al menos un intento, por parte del gran visir Silahdar Damat Ali Pasha en 1715, de frenar su influencia prohibiendo el reclutamiento y castración de esclavos negros, pero esto nunca se llevó a cabo debido a su muerte poco después. De hecho, la larga permanencia en el puesto de Hacı Beshir entre 1717 y 1746 se reconoce como quizás el apogeo del poder y la influencia del cargo. Beshir Agha fue un notable mecenas de la "época de los tulipanes" entonces floreciente en el imperio, y que se dedicó a "búsquedas intelectuales y religiosas" que según el historiador Jateen Lad "contribuyó a la consolidación del islam Hanafí y la ortodoxia suní en general". Después de la caída del sultán Ahmed III en 1730, su influencia era tal que fue responsable de la elevación de grandes visires y la dirección de los asuntos exteriores. En 1731, el gran visir Kabakulak Ibrahim Pasha intentó forzar el retiro de Beshir  para evitar que interfiriera en los asuntos estatales, pero a través de la influencia de la valide sultan, Beshir aseguró en cambio el despido de Ibrahim.
Después de la muerte de Beshir Agha, a finales del siglo XVIII, los grandes visires empezaron a restringir el poder del kizlar agha, pero no será hasta las reformas del sultan Mahmut II (r. 1808–1839) en la década de 1830 que el poder político del kizlar agha finalmente terminó, y sus titulares se limitaron a su palacio y función ceremonial, lo cual continuó hasta la abolición del cargo tras la Revolución de los Jóvenes Turcos en 1908.

### Administración delvakif

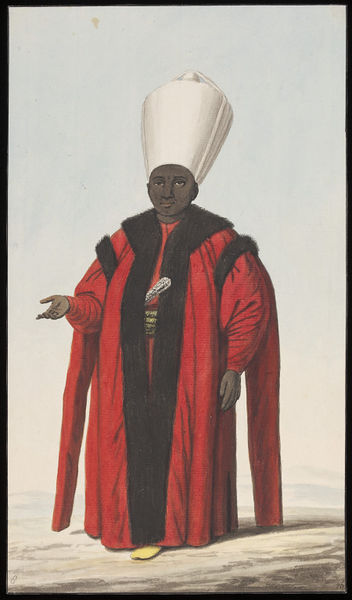
Representación de un Kizlar Agha, c. 1809.

El kizlar agha también mantenía una función especial como el administrador (nazir) de las fundaciones y dotaciones caritativas (vakifs) designadas para el mantenimiento de las dos ciudades santas (al-Haramayn) del Islam, La Meca y Medina, siendo responsable de su suministro así como del ritual anual de envío de regalos (sürre) a ellas. Vakifs designados para el mantenimiento de los sitios santos musulmanes habían sido establecidos por miembros de la corte otomana desde tiempos antiguos, y su administración había sido encomendada a departamentos especiales ya desde finales del siglo XV. Inicialmente bajo la supervisión global del kapi Agha, en 1586 Murad III transfirió la responsabilidad al kizlar agha.
El control del vakif era, en palabras de Bernard Lewis, una fuente "importante de poder y ganancias" para el kizlar agha, y el fundamento de la influencia política de su oficina: su concesión por Murad III marcó el inicio de la ascendencia de la oficina, hasta que su supresión por Mahmud II marcó su fin. Como parte de los intentos de los grandes visires de disminuir el poder del kizlar agha, se hicieron intentos en los reinados de Mustafá III (r. 1757–1774) y Abdul Hamid I (r. 1774–1789) para eliminar el vakif de su jurisdicción. Finalmente, en 1834, Mahmud II privó al puesto de la supervisión del vakif y lo concedió a un nuevo Ministerio de los Vakifs.
Esto terminó un largo proceso por el cual el kizlar agha gradualmente había adquirido una jurisdicción radical sobre los diversos vakifs del Imperio: ya en mayo de 1598,  adquirió el control de las fundaciones destinadas al mantenimiento de las mezquitas imperiales en la capital, seguido poco después por los vakifs tanto en Constantinopla como en otras partes del imperio, a menudo encomendadas a su cuidado por las damas de palacio. Entre las posesiones que recayeron en el kizlar agha de este modo estaba la ciudad de Atenas. Según una —posiblemente semificticia— historia del siglo XVII, la administración de la ciudad había sido originalmente concedida a Basílica, una de las concubinas favoritas de Ahmed I (r. 1603–1617), que procedía de la ciudad y que, habiendo recibido muchas quejas de su mala administración, obtuvo su posesión como regalo del sultán. Después de su muerte, Atenas quedó bajo la supervisión del kizlar agha.
La administración del vakif se ejercía a través de dos subordinados, el secretario jefe (yazici)  y el inspector de vakifs (müfettiş), y estaba dividido en dos departamentos fiscales: la Agencia de Cuentas de las Ciudades Santas (muhasebe-i haremeyn kalemi), que a finales del siglo XVIII supervisaba las mezquitas imperiales y el vakifs de Estambul y las provincias europeas, y la Agencia  de los Arrendamientos de las Ciudades Santas (mukataa-i haremeyn kalemi), el cual supervisaba el vakif de las provincias asiáticas y africanas. Un tesoro especial, el haremeyn dolabi, contenía los ingresos del vakif, y el kizlar agha celebraba un consejo semanal (diván) para examinar las cuentas.

## Reclutamiento y carrera

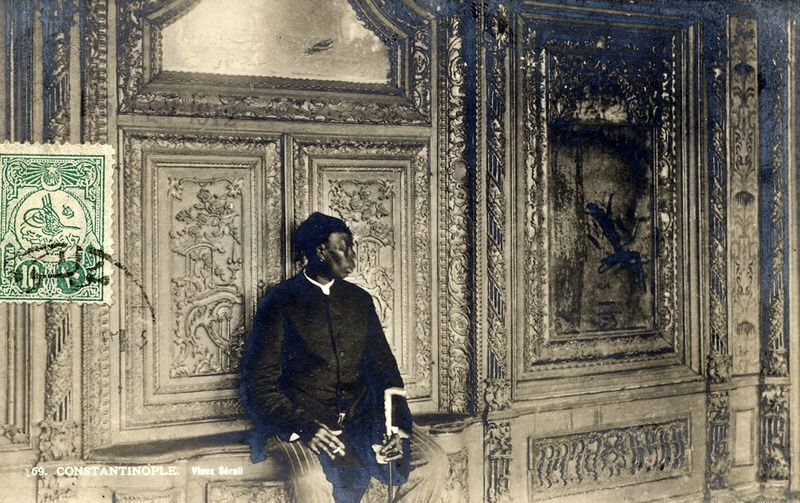
Postal con la fotografía del jefe de los eunucos negros del sultán Abdul Hamid II, primeros años del.

Los titulares de la oficina, como la mayoría de eunucos negros en general, eran Habeşi, esclavos tradicionalmente procedentes de los pueblos niloticos que habitan el sur de Etiopía, así como de los pueblos omóticos también de esa región. Los esclavos negros, normalmente comprados niños en Nubia, castrados e incorporados al servicio de palacio, habían empezado a ser empleados como guardias de las mujeres del harén del sultán desde la época del predecesor de Murad III, Selim II (r. 1566–1574), y continuaron siendo empleados hasta el fin del imperio otomano. Los eunucos recibían normalmente nombres de flores, y después de un periodo de entrenamiento en la escuela de palacio, ingresaban al servicio del harén. Los eunucos empezaban en el puesto de recluta ordinario (en unşunğı, literalmente "el más bajo", y acemi unğun, "el no entrenado"), y ascendían gradualmente a través de varios rangos, desde nevbet kalfa ("sustituto del reloj") a puestos veteranos en la guardia del harén. Habiendo completado su formación y después de un periodo de servicio, algunos eran retirados de los deberes de guardia y transferidos a la atención de los habitantes del harén: los asistentes personales del sultán (müsahip unğaları), los siete sirvientes eunucos más un eunuco jefe (baş unğun) adjunto a cada valide, esposa principal (kadın), o príncipe (şehzade), los imanes eunucos que dirigían las oraciones del harén, el tesorero del harén (haznedar unğcuandoı), o el müsendereci, que supervisaba el trabajo de los otros eunucos. La mayoría de eunucos mayores eran conocidos como haıllı, una palabra de origen árabe que significa "mercancía".
De estos puestos de alto nivel se podía seleccionar y nombrar a un eunuco para el puesto de kizlar agha por decreto imperial (hatt-ı hümayun) y en la ceremonia de nombramiento recibía la túnica característica de su cargo (hil'en) del sultán. Junto a las tierras que pertenecían a la oficina, el kizlar agha normalmente recibía además un feudo personal (hass). En el palacio de Topkapi, el kizlar agha tuvo su propio apartamento espacioso cerca de la Puerta del Aviario, mientras los otros eunucos bajo su supervisión vivían juntos hacinados en condiciones bastante miserables en un cuartel de tres pisos. Cuando eran despedidos, el jefe de los eunucos negros recibía una pensión (asatlık, literalmente "documento de libertad") y desde 1644 era exiliado a Egipto o el Hiyaz. Desde finales del siglo XVII, muchos antiguos titulares fueron nombrados para encabezar a los eunucos que guardaban la Tumba de Mahoma en Medina. Como resultado, mientras servían en la corte los kizlar aghas a menudo cuidaban de prepararse para un retiro cómodo en Egipto comprando propiedades y estableciendo vakifs propios allí. Por ello se convertían en terratenientes locales y se implicaban en el patrocinio del comercio y la agricultura. Así, y dada la importante función de Egipto en el aprovisionamiento de las dos ciudades santas, del que los kizlar aghas eran particularmente responsables mientras estaban en el cargo, los aghas y sus agentes (wakils) llegaron a desempeñar un papel muy importante en la economía del Egipto bajo dominio otomano.
Las carreras de gran número de kizlar aghas se conocen por el Hamiletü'l-kübera escrito a finales del siglo XVIII por el estadista e historiador Ahmed Resmî Efendi, listando a los ocupantes del cargo desde Mehmed Agha (1574–1590) hasta Moralı Beshir Agha (1746–1752). El trabajo se complementa con una selección de biografías en el Sicill-i Osmani del estudioso de finales del siglo XIX Mehmed Süreyya Bey, mientras información sobre la historia y evolución del cargo en el marco institucional del palacio otomano está contenido en la obra de Tayyarzade Ahmed Ata Tarih-i Ata (1876).